# Хвіртка

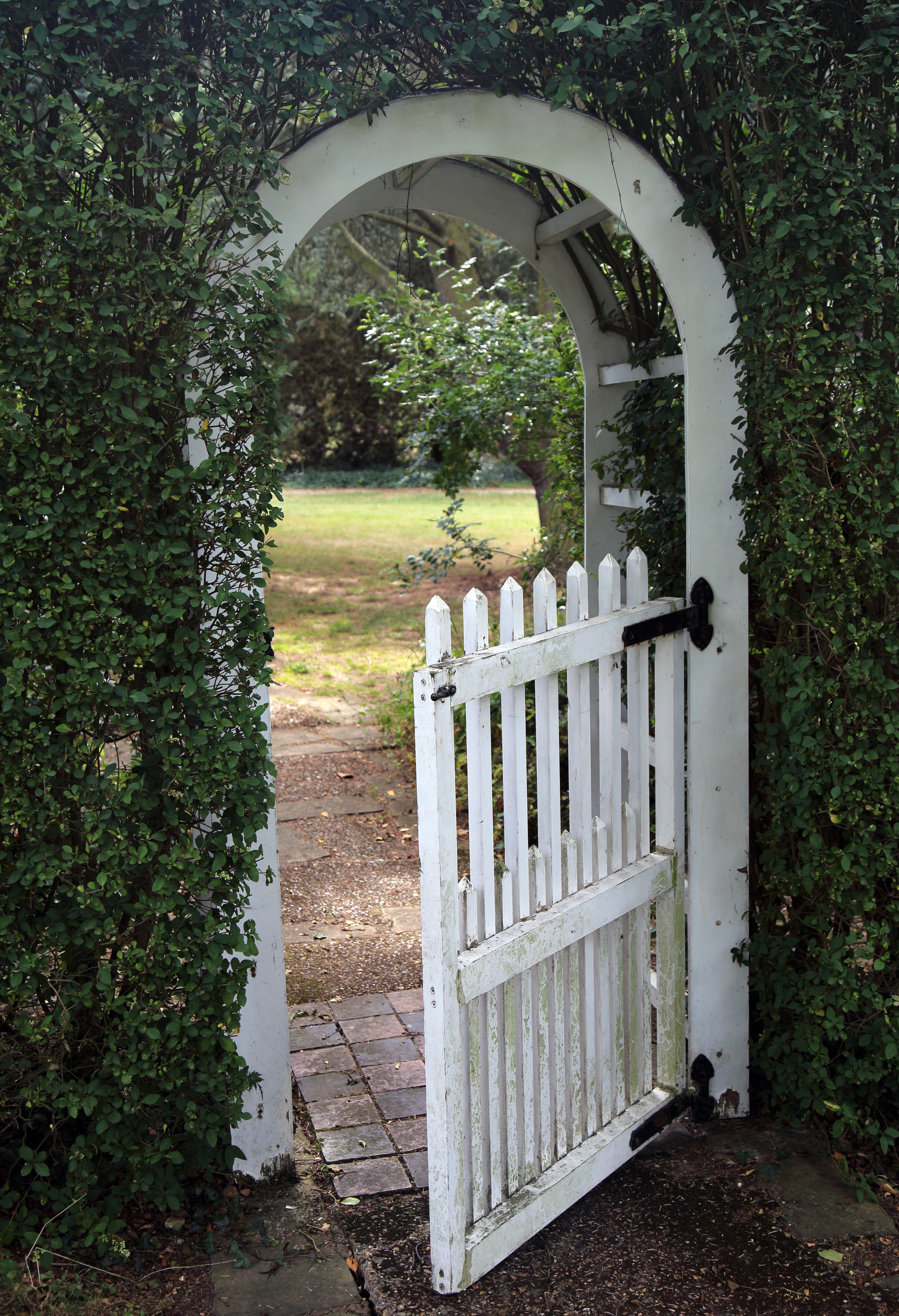
Хвіртка в парку Гібберд-Гарден, Хароу, Ессекс, Англія

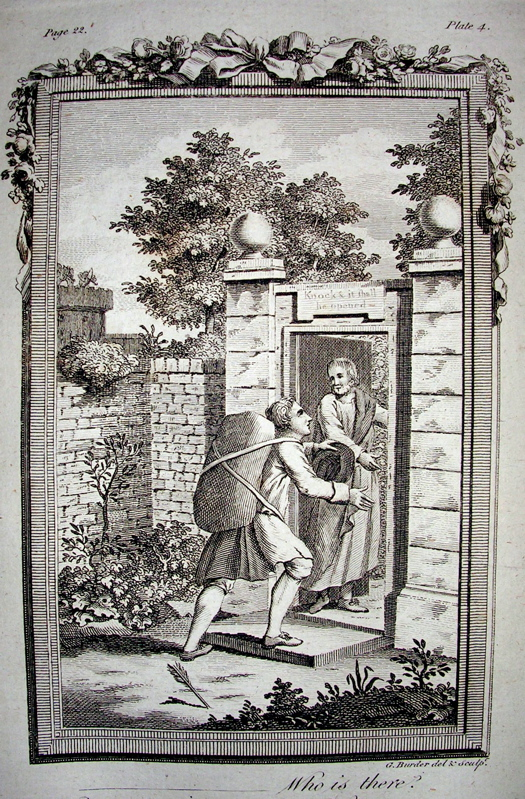
Пілігрим, який входить у хвіртку.

Хві́ртка, іноді ворі́тця — невеликі двері в огорожі, паркані. Широко поширена в сільських місцевостях. Конструктивними особливостями хвірток є: простота конструкції, мінімум конструкційних матеріалів, прості замки або їхня заміна на засуви, клямки, гачки, закрутки та ін.

## Походження слова
Українське «хвіртка» походить від старопол. forta, fortka (у сучасній польській furta, furtka), яке значить «стулка воріт або дверець», «хвіртка». Звукосполучення «хв» у народному мовленні часто заміняло первісно невластивий слов'янським мовам звук «ф». Від fortka також походить і рос. фортка, форточка («кватирка»). До польської слово forta потрапило з німецької мови, де Pforte значить («ворота», «брама») і через давн.в-нім. pforta походить від лат. porta («ворота», «двері»), з якого також походять фр. portillon («хвіртка»), portail («вхід», «портал»), portières («дверці», «портьєри») тощо.

## Уживання
Хвіртка призначена для входу в обгороджену територію (город, дача, склад, обійстя, будівельний майданчик тощо) і виходу. Найчастіше виготовляється з металу і деревини, роблять хвіртки також з пруття у техніці плоту. У разі комбінування з воротами може бути зробленою як поруч них, так і в одній з їхніх стулок.
Іноді замість хвіртки може влаштовуватися перелаз.

## Галерея

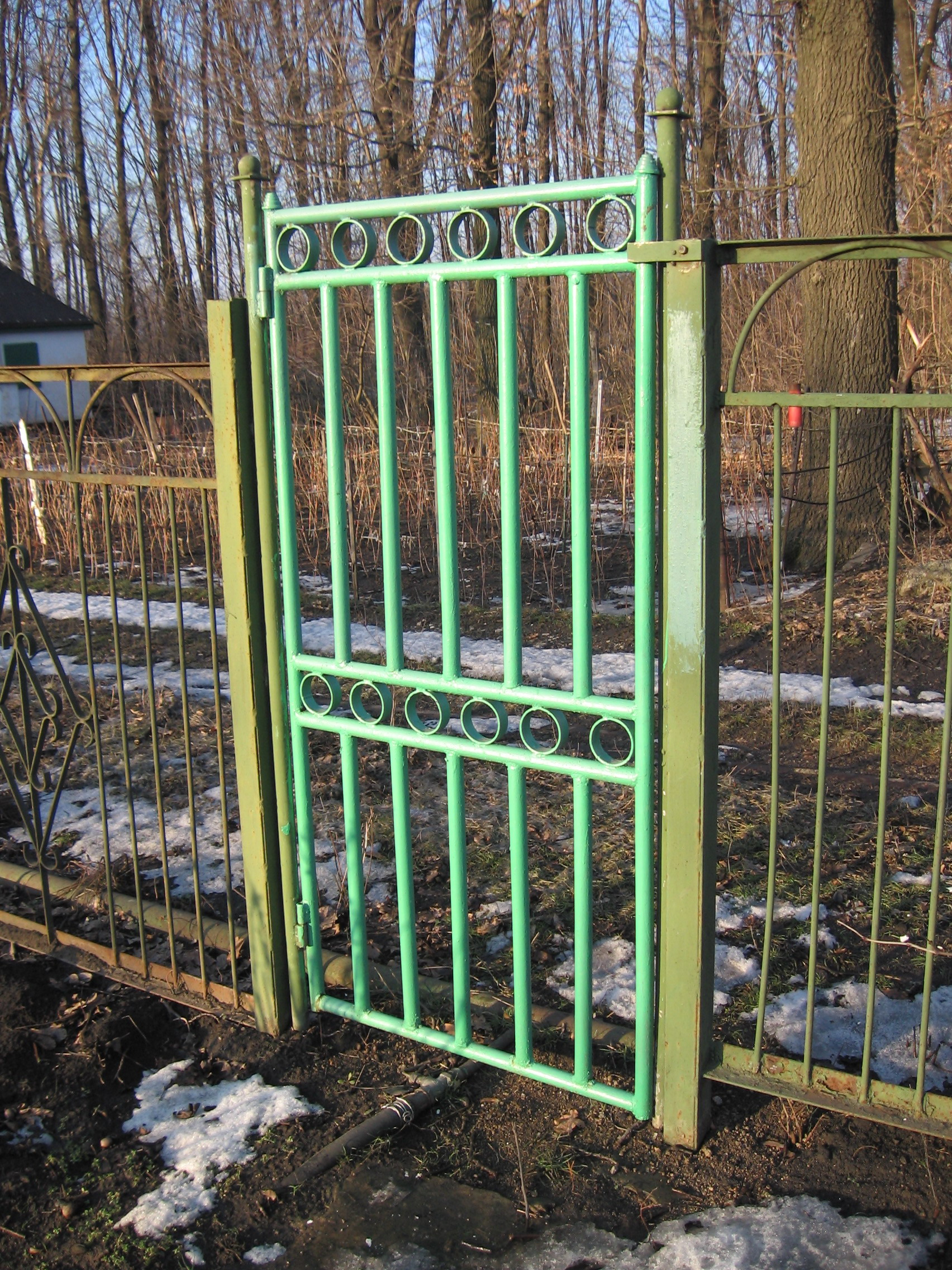
Хвіртка з металу.
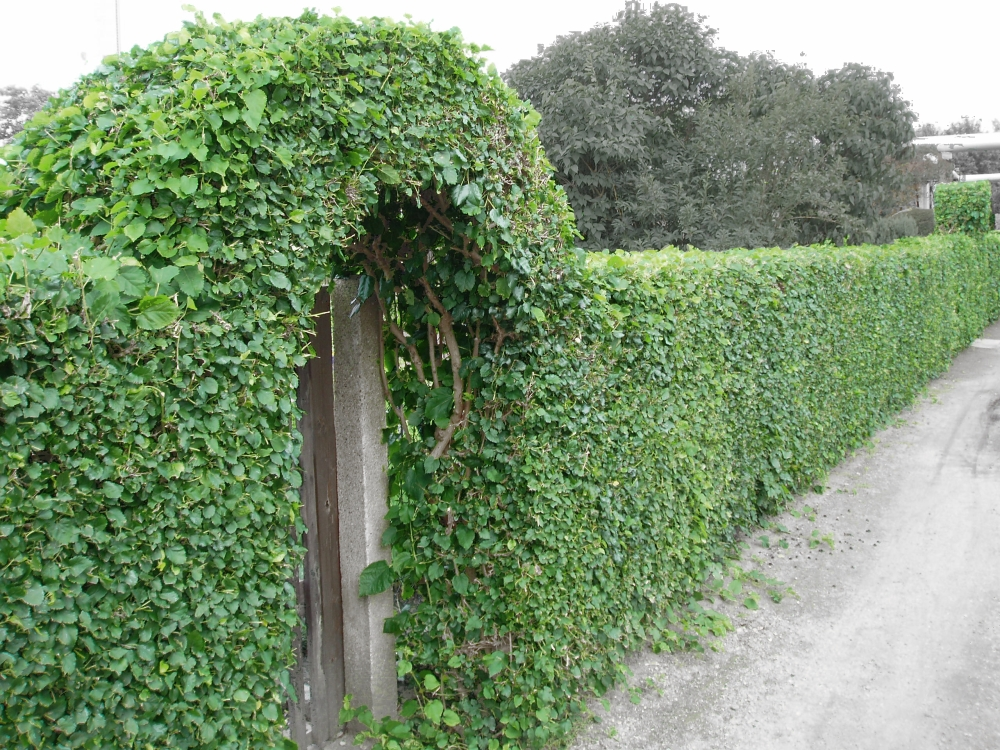
Хвіртка у живоплоті
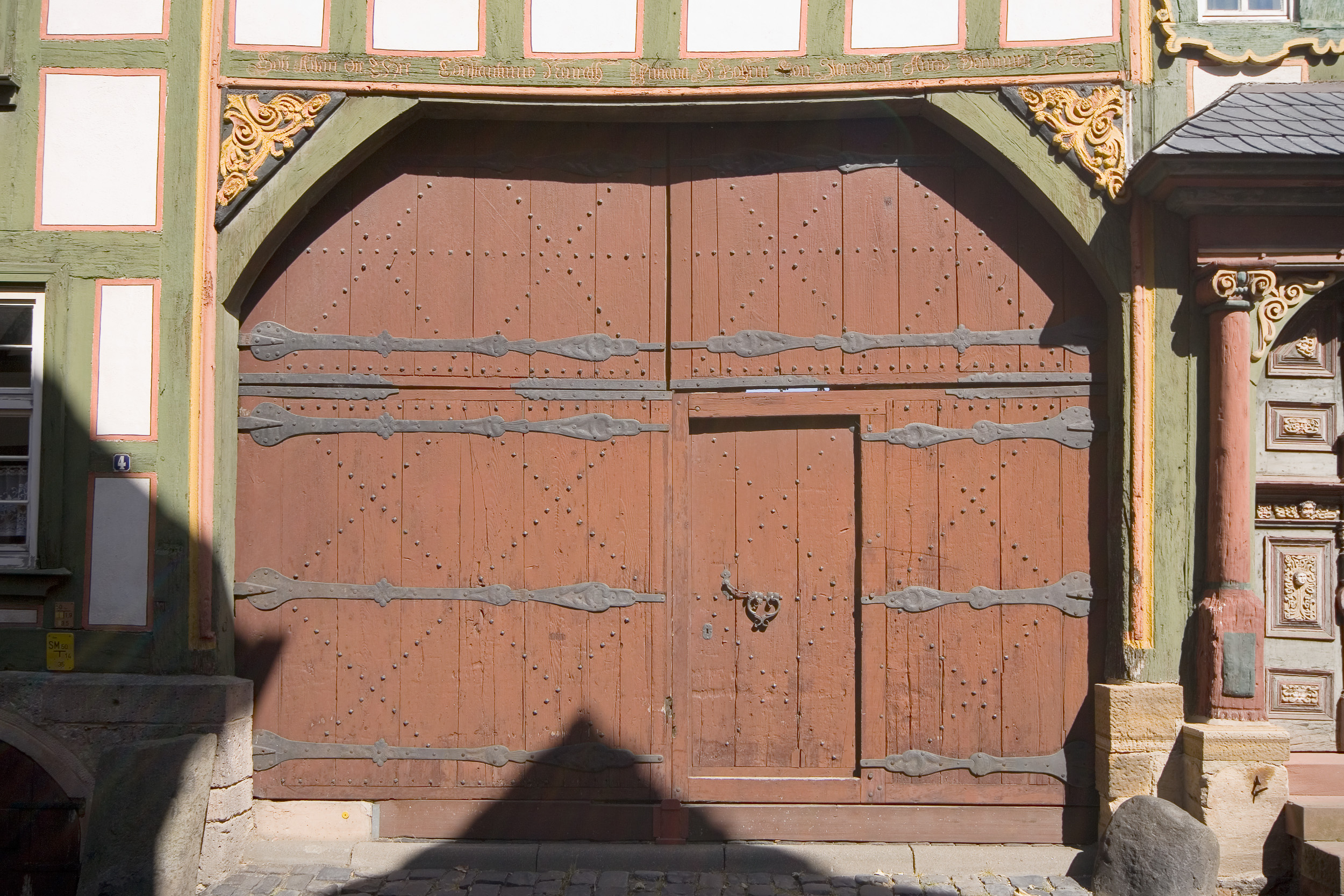
Хвіртка у воротах